# Louis Antoine François de Paule Des Balbes de Berton de Crillon
Pour les articles homonymes, voir Famille de Crillon.
Louis Antoine François de Paule Des Balbes de Berton de Crillon, duc de Mahon, né à Paris en 1775 et mort à Avignon en 1832, est un militaire espagnol, dont la famille, d'origine italienne, s'était établie en France au XVe siècle.

## Biographie
Il nait à Paris, paroisse Saint Sulpice, le 15 mai 1775, troisième fils de Louis Des Balbes de Berton de Crillon (1717-1796), premier duc de Mahon, grand d'Espagne, et de Rose Joseph Anastasie Roman Espinosa de Los Monteros, sa troisième épouse.  
Il est le demi-frère de Louis Pierre Nolasque Félix Berton des Balbes de Crillon (1742-1806) et de François Félix Dorothée Des Balbes de Berton de Crillon (1748-1820). 
Il entre au service de l'Espagne en 1784, est fait en 1788 lieutenant de fusilliers.  
Promu par le roi Charles III d'Espagne colonel d'infanterie en 1793, puis brigadier d'infanterie en 1794, il combat en 1794 contre les troupes de la République française, est fait prisonnier le 17 novembre lors de la bataille de Sant Llorenç de la Muga et dut à son nom d'être épargné et rendu à la liberté en 1795. 
Il retourne en Espagne et y est chargé du gouvernement des provinces basques ; en 1803, il est fait gouverneur de Tortosa, en Catalogne, en 1807 commandant de la province de Guipuzcoa.  
Mais, après l'abdication de Charles IV, il prête serment en 1808 au nouveau roi d'Espagne, Joseph Bonaparte, qui le promeut lieutenant-général et le nomme vice-roi de Navarre. 
Proscrit en Espagne à la chute du régime impérial français, en 1814, il regagne en France, où il se remarie en 1825 et meurt en 1832.

### Distinctions
- Grand d'Espagne de 1re classe
- commandeur de l'Ordre de Calatrava (1795)
- chevalier de l'Ordre royal et militaire de Saint Louis (1826)

### Mariages et descendance
Il épouse en 1799 Scholastique Flores de Ulloa Varela (1769- Avignon, 1822), puis en 1825 Laure Louise Marie Charlotte de Chassepot de Pissy (Amiens, 6 juillet 1800 - Pissy, 2 février 1882).
Dont :
- Louis Antoine François de Paule Berton des Balbes de Crillon, 5e duc de Mahon (1801-1840), marié en 1834 avec Joséphine Théodore Fischer-Joly (1816-1875). Dont une fille :
  - Marie Antoinette Gabrielle Berton des Balbes de Crillon (1838-1898), sans alliance ;
- Marie Louise Françoise Scholastique Berton des Balbes de Crillon (1803-1866), mariée à Pissy le 22 octobre 1827 avec Achille Charles Gabriel Pierre du Laurens d'Oiselay (1783-1859), dont postérité ;
- Marie Thérèse Félicité Berton des Balbes de Crillon (1826- Avignon, 2 décembre 1831) ;
- Clotilde Françoise de Paule Berton des Balbes de Crillon (Pissy, 10 juillet 1828 -1837) ;
- Anne Françoise de Paule Marie Berton des Balbes de Crillon (Pissy, 6 juillet 1830 - Avignon, 1er janvier 1832)[4].

### Source
Cet article comprend des extraits du Dictionnaire Bouillet. Il est possible de supprimer cette indication, si le texte reflète le savoir actuel sur ce thème, si les sources sont citées, s'il satisfait aux exigences linguistiques actuelles et s'il ne contient pas de propos qui vont à l'encontre des règles de neutralité de Wikipédia.